# 費德卡爾河
50°03′26″N 9°11′19″E / 50.05713°N 9.18868°E

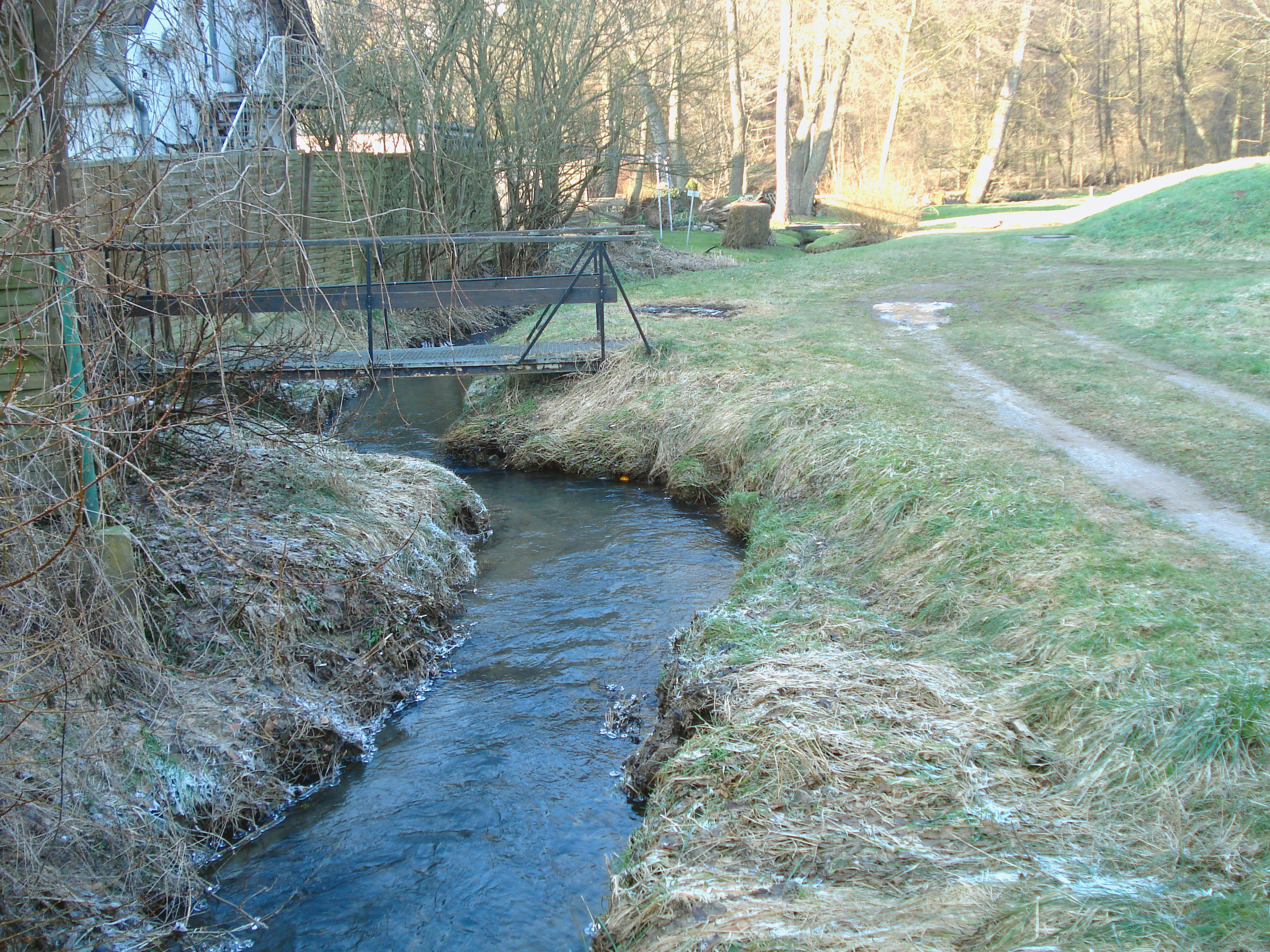

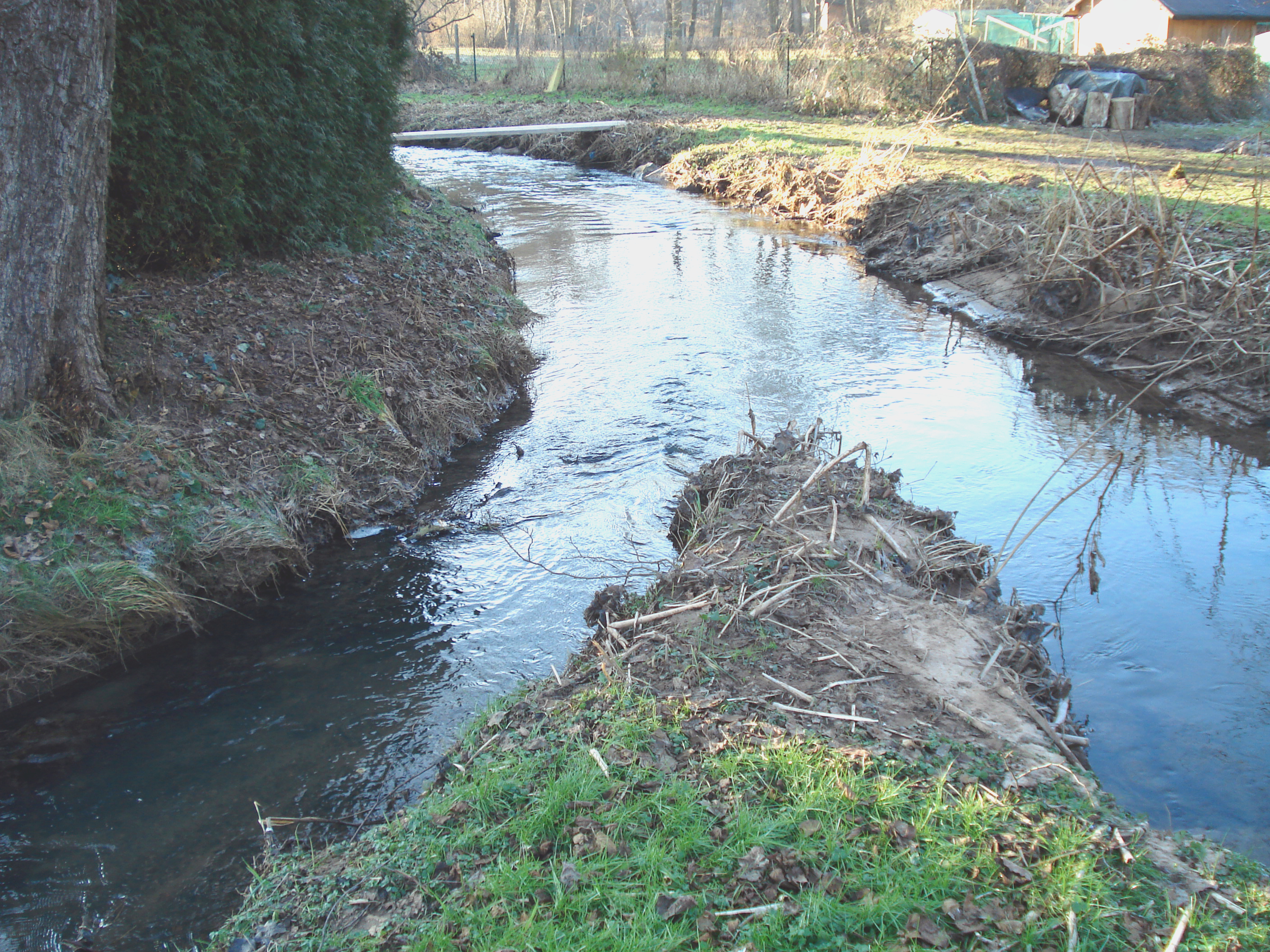

費德卡爾河（德語：Feldkahl），是德國的河流，位於該國東南部，由巴伐利亞負責管轄，屬於卡爾河的左支流，河道全長5.7公里，流域面積6.9平方公里。